# 石田千太郎
石田 千太郎（いしだ せんたろう、1894年（明治27年）8月5日 - 没年不詳）は、日本の逓信官僚、政治家。朝鮮総督府逓信局長、愛知県議会議員（5期）、朝鮮石炭株式会社社長などを歴任した。

## 経歴
愛知県丹羽郡犬山町（現在の犬山市）出身。1914年（大正3年）、逓信官吏練習所を卒業し、通信書記補、逓信属を務めた。1921年（大正10年）11月、高等試験行政科に合格し、翌年に朝鮮総督府属となった。同理事官、平安北道地方課長、同秘書課長、林野調査委員会事務官、江原道警察部長、平安南道警察部長、慶尚南道警察部長、殖産局鉱山課長を歴任。1938年（昭和13年）、平安南道知事に就任し、さらに厚生局長を経て、1942年（昭和17年）に逓信局長となった。
1943年（昭和18年）に退官した後は、朝鮮石炭株式会社社長を務めた。
1951年、愛知県議会議員選挙に丹羽郡選挙区から自由党公認で立候補し初当選した。1959年、副議長に選出された。県議は5期務めた。